# Heliophanus fuerteventurae
Heliophanus fuerteventurae es una especie de arañas araneomorfas de la familia Salticidae.

## Distribución geográfica
Es endémica de las Canarias orientales (España).